# Regé-Jean Page
Regé-Jean Page (Londra, 27 aprile 1988) è un attore britannico.

## Biografia
Regé-Jean Page è nato a Londra nel 1988, figlio di un'infermiera zimbabwese e di un predicatore britannico. Dopo aver trascorso l'infanzia ad Harare, è tornato a Londra all'età di quattordici anni e ha studiato al Drama Centre London. Ha iniziato la carriera sulle scene, recitando a teatro nei drammi The Days of Rage (Londra, 2011), The History Boys (Sheffield, 2013) e Il mercante di Venezia al Globe Theatre con Jonathan Pryce (Londra, 2016).
Dopo aver recitato sul piccolo schermo nelle serie TV Casualty, Fresh Meat e Waterloo Road, nel 2016 ha fatto il suo esordio negli Stati Uniti interpretando Chicken George nella serie TV Radici. Tra il 2018 e il 2019 ha interpretato il ruolo ricorrente di Leonard Knox nella serie TV For the People, mentre nel 2020 ha ottenuto il ruolo principale di Simon Basset nella serie di Netflix Bridgerton. Attivo anche in campo cinematografico, Page ha recitato in alcuni film, tra cui Survivor, Macchine mortali e Sylvie's Love.

## Filmografia

### Cinema
- Harry Potter e i Doni della Morte - Parte 1, regia di David Yates (2010)
- Survivor, regia di James McTeigue (2015)
- The Merchant of Venice, regia di Jonathan Munby (2016)
- Macchine mortali (Mortal Engines), regia di Christian Rivers (2018)
- Sylvie's Love, regia di Eugene Ashe (2020)
- The Gray Man, regia di Anthony e Joe Russo (2022)
- Dungeons & Dragons - L'onore dei ladri, regia di Jonathan Goldstein e John Francis Daley (2023)
- Black Bag - Doppio gioco (Black Bag), regia di Steven Soderbergh (2025)

### Televisione
- Gimme 6 - serie TV, 8 episodi (2001)
- Casualty - serie TV, 1 episodio (2005)
- Fresh Meat - serie TV, 2 episodi (2013)
- Waterloo Road - serie TV, 8 episodi (2015)
- Radici - serie TV, 2 episodi (2016)
- For the People - serie TV, 20 episodi (2018-2019)
- Cinderella: A Comic Relief Pantomime for Christmas - speciale TV (2020)
- Bridgerton - serie TV, 8 episodi (2020)

### Cortometraggi
- Troublemaker, regia di Laura Baylem (2004)
- Second Summer of Love, regia di Pablo Fuentes (2016)
- Don’t Wait, regia di Sha'quil Reeves (2020)

## Teatro
- Our Days of Rage di autori vari, regia di Paul Roseby. Old Vic Tunnels di Londra (2011)
- The History Boys di Alan Bennett, regia di Michael Longhurst. Crucible Theatre di Sheffield (2013)
- Il mercante di Venezia di William Shakespeare, regia di Jonathan Munby. Globe Theatre di Londra (2015)

## Riconoscimenti
- Black Reel Awards
  - 2021 – Candidatura per il miglior guest actor in una serie comica per Saturday Night Live
  - 2021 – Candidatura per il miglior attore in una serie drammatica per Bridgerton
- Premio Emmy
  - 2021 – Candidatura per il migliore attore protagonista in una serie drammatica per Bridgerton
- MTV Movie & TV Awards
  - 2021 – Miglior performance rivelazione per Bridgerton
  - 2021 – Candidatura per il miglior bacio per Bridgerton
- NAACP Image Award
  - 2021 – Miglior attore in una serie drammatica per Bridgerton
- Satellite Award
  - 2021 – Candidatura per il miglior attore in una serie drammatica per Bridgerton
- Screen Actors Guild Award
  - 2021 – Candidatura per il miglior attore in una serie drammatica per Bridgerton
  - 2021 – Candidatura per il miglior cast in una serie drammatica per Bridgerton

## Doppiatori italiani
Nelle versioni in italiano delle opere in cui ha recitato, Regé-Jean Page è stato doppiato da:
- Jacopo Venturiero in Bridgerton, The Gray Man, Black Bag - Doppio gioco
- Simone D'Andrea in Dungeons & Dragons - L'onore dei ladri